# سنجاب طائر جنوبي
السنجاب الطائر (Glaucomys volans) هو أحد أنواع جنس سناجب العالم الجديد الطائرة.